# Batalne (Lenine)
Batalne (în ucraineană Батальне) este localitatea de reședință a comunei Batalne din raionul Lenine, Republica Autonomă Crimeea, Ucraina.

## Demografie
Componența lingvistică a localității Batalne
     Rusă (64,57%)
     Tătară crimeeană (23,85%)
     Ucraineană (8,67%)
     Alte limbi (1,09%)
Conform recensământului din 2001, majoritatea populației localității Batalne era vorbitoare de rusă (64,57%), existând în minoritate și vorbitori de tătară crimeeană (23,85%), ucraineană (8,67%) și armeană (1,08%).